# Cremastra guizhouensis
Cremastra guizhouensis là một loài thực vật có hoa trong họ Lan. Loài này được Q.H.Chen & S.C.Chen mô tả khoa học đầu tiên năm 2003.